# Bitwa o Mikołajów
Bitwa o Mikołajów – starcie wojsk rosyjskich i ukraińskich 25/26 lutego – 7 marca 2022 r. podczas rosyjskiej inwazji na Ukrainę.

## Tło
24 lutego 2022 r. z Krymu wyprowadzono atak na południe Ukrainy. Rosjanie przewieźli wojska okrętami desantowymi przez wody Morza Azowskiego. Ponieważ ukraińskie dowództwo nie wyprowadziło przed inwazją wojsk na pozycje obronne na północ od Krymu, pozostawiając je w stałych garnizonach, Rosjanie byli w stanie podjąć natarcie. Dodatkowo doszło do zdrady części wysokich ukraińskich oficerów, m.in. szefa SBU obwodu chersońskiego gen. mjr. Siergieja Kriworuczki, jego zastępcy płk. Igora Sadochina oraz szefa jednego z zarządów w SBU gen. bryg. Andrieja Naumowa.
Siły rosyjskie uderzyły w dwóch kierunkach – 42 Jewpaterijska Dywizja Zmechanizowana Gwardii zdołała sforsować Dniepr przez tamę elektrowni wodnej pod Nową Kachowką na wschód od Chersonia, gdzie ustanowiła przyczółek wieczorem 24 lutego. Jednocześnie rosyjska 7 Dywizja Desantowo-Szturmowa Gwardii 25 lutego weszła na Most Antonowski w Antoniwce i przekroczyła go, podejmując walki uliczne z ukraińską 59 Brygadą Piechoty Zmotoryzowanej, a wkrótce została wsparta przez 126 Gorłowską Brygadę Obrony Wybrzeża Gwardii. Obrona Chersonia upadła dopiero 2 marca, gdy od południowego zachodu i wschodu podeszły do miasta od strony Nowej Kachowki siły 42 Jewpaterijskiej Dywizji Zmechanizowanej Gwardii. Jednocześnie siły 7 Górskiej Dywizji Powietrznodesantowej Gwardii ominęły punkty oporu w Chersoniu i podjęły szybki rajd na Mikołajów.

## Bitwa
25 lutego rosyjskie 58 Armia i 22 Korpus Armijny, które przeszły przez Przesmyk Perekopski z Krymu, dotarły do Chersonia i zaczęły przekraczać Dniepr. Pierwsze rosyjskie oddziały w postaci 7 Górskiej Dywizji Powietrznodesantowej Gwardii pojawiły się pod Mikołajowem w nocy z 25 na 26 lutego i z marszu podjęły szturm. Ponieważ Ukraina miała przygotowaną silną obronę miasta w postaci wycofanej spod Chersonia 59. Brygady Piechoty Zmotoryzowanej oraz 79 Brygady Desantowo-Szturmowej, 123 Mikołajowskiej Brygady Obrony Terytorialnej i elementów 36 Brygady Piechoty Morskiej, Rosjanie nie zdołali dotrzeć nawet do przedmieść.
Okazało się, że pod Mikołajów dotarła jedynie dość lekko uzbrojona, która wozami pancernymi ominęła punkty oporu w Chersoniu i podjęła swoisty coup de main, szybki, zaskakujący atak. Obrona Chersonia upadła dopiero 2 marca, gdy Rosjanie zaczęli się wdzierać od południowego zachodu i wschodu. Podeszły tu od strony Nowej Kachowki wojska 42 Jewpaterijskiej Dywizji Zmechanizowanej Gwardii.
Pomimo że jednostki 7 Górskiej Dywizji Powietrznodesantowej Gwardii były jedynie lekko uzbrojone, 26 lutego Ukraińcy ledwo obronili Mikołajów, a walki trwały do 7 marca. 8 marca zaczął się ukraiński kontratak, który odrzucił Rosjan na ponad 20 km w stronę Chersonia, przy czym te walki toczyły się do 28 marca, gdy linia frontu się ustabilizowała.